# Stanisław Gomoliński
Stanisław Gomoliński herbu Jelita (zm. 1604) – biskup łucki od 1600, biskup chełmski od 1591, biskup nominat kamieniecki w 1590, kanonik sandomierski od 1589, krakowski od 1583, prepozyt kapituły katedralnej poznańskiej w latach 1585–1600, scholastyk płocki. 
W 1559 kształcił się na uniwersytecie w Wittenberdze. Mianowany sekretarzem królewskim. W 1580 przyjął święcenia kapłańskie. W 1582 przejął biskupstwo kujawskie w imieniu nowo wybranego biskupa Hieronima Rozdrażewskiego. Od 1594 należał do komisji episkopatu Polski, która negocjowała z prawosławnymi zawarcie unii kościelnej. 
Jako biskup chełmski był kanclerzem Akademii Zamojskiej i na mocy bulli papieża Klemensa VIII zatwierdził w 1595 jej statut. Ufundował klasztor dominikanów w Janowie Podlaskim, wybudował pałac biskupów chełmskich w Krasnymstawie. 